# Sint-Wirokerk (Oosterwierum)
De Sint-Wirokerk is een rooms-katholieke parochiekerk gewijd aan de heilige Wiro in Oosterwierum.

## Voorgeschiedenis
Al in de Middeleeuwen was er in Oosterwierum een kerk. Deze was gewijd aan de heilige Nicolaas van Myra. Van deze kerk resteert nog slechts de toren. Na het herstel van de bisschoppelijke hiërarchie in 1853 werd in Oosterwierum op 16 april 1855 een parochie opgericht, gewijd aan de H. Wiro. De parochie maakte gebruik van een gebouw uit 1792. Aan het einde van de 19e eeuw waren er al plannen om dit gebouw te vervangen. In 1895 maakte de Haagse architect W.B. van Liefland een ontwerp voor een grote, nieuwe kerk. Dit ontwerp werd echter niet uitgevoerd. Pas dertig jaar later werd tot nieuwbouw overgegaan.

## Huidige kerk
In 1925 werd de huidige kerk gebouwd. Deze driebeukige laat-neogotische pseudobasiliek werd ontworpen door de architect Wolter te Riele, die in Friesland eerder ook de Sint-Odulphuskerk te Bakhuizen (1914) en de Sint-Fredericuskerk te Steggerda (1922) ontwierp. Net als deze kerken is de Sint-Wiro gebouwd in neogotische stijl. In vergelijking met ander werk van Te Riele uit deze periode is de Sint-Wiro eenvoudig uitgevoerd. De kerk heeft een eenvoudig driebeukig schip met een smaller meerzijdig gesloten koor en een vierkante toren met achtzijdig bovendeel. Bij de kerk staat ook een pastorie.
Sint-Bonifatiuskerk (Dokkum) · 
Sint-Bonifatiuskerk (Leeuwarden) · 
Sint-Clemenskerk · 
Sint-Franciscuskerk (1865) · 
Sint-Fredericuskerk ·
Sint-Jozefkerk · 
Sint-Ludgeruskerk · 
Sint-Martinuskerk (Roodhuis) · 
Sint-Martinuskerk (Sneek) ·
Sint-Michaëlskerk ·
Sint-Nicolaaskerk ·
Sint-Odulphuskerk · 
Sint-Vituskerk · 
Sint-Werenfriduskerk ·
Sint-Willibrorduskerk · 
Sint-Wirokerk · 
Ten Hemelopnemingkerk
Kerken in Friesland